# Premiul Seiun

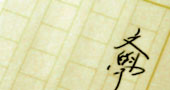

Premiul Seiun (japoneză: 星雲賞, transliterat - Seiunshō) este un premiu japonez acordat pentru cele mai bune lucrări științifico-fantastice. Cuvântul „Seiun” în japoneză înseamnă nebuloasă și a fost ales ca o analogie cu premiul Nebula dar și pe baza revistei Seiun - prima revistă japoneză profesionistă în domeniul științifico-fantastic care a apărut prima oară în 1954. Lucrările literare nominalizate sunt cele apărute în Japonia în anul anterior și sunt votate de către participanții la Convenția de Science Fiction din Japonia.  

## Câștigători

### Cel mai bun roman japonez al anului
| An   | Câștigător                                                    |
| ---- | ------------------------------------------------------------- |
| 1970 | Reichōrui Minami e de Yasutaka Tsutsui                        |
| 1971 | Tsugu no wa Dare ka? de Sakyō Komatsu                         |
| 1972 | Ishi no Ketsumyaku de Ryō Hanmura                             |
| 1973 | Kagami no Kuni no Alice de Tadashi Hirose                     |
| 1974 | Japan Sinks de Sakyō Komatsu                                  |
| 1975 | Ore no Chi wa Tanin no Chi de Yasutaka Tsutsui                |
| 1976 | Nanase Futatabi de Yasutaka Tsutsui                           |
| 1977 | Saikoro Tokkōtai de Musashi Kanbe                             |
| 1978 | Chikyū Seishin Bunseki Kiroku / Eld Analusis de Masaki Yamada |
| 1979 | Shōmetsu no Kōrin de Taku Mayumura                            |
| 1980 | Hōseki Dorobō de Masaki Yamada                                |
| 1981 | Kaseijin Senshi de Chiaki Kawamata                            |
| 1982 | Kirikiri-Jin de Hisashi Inoue                                 |
| 1983 | Sayonara Jupiter de Sakyō Komatsu                             |
| 1984 | Teki wa Kaizoku / Kaizokuban de Chōhei Kanbayashi             |
| 1985 | Sentō Yōsei Yukikaze de Chōhei Kanbayashi                     |
| 1986 | Dirty-Pair no Daigyakuten de Haruka Takachiho                 |
| 1987 | Prism de Chōhei Kanbayashi                                    |
| 1988 | Legend of the Galactic Heroes de Yoshiki Tanaka               |
| 1989 | Babylonia Wave de Akira Hori                                  |
| 1990 | Jōgen no Tsuki wo Taberu Shishi de Baku Yumemakura            |
| 1991 | Hybrid Child de Mariko Ōhara                                  |
| 1992 | Merusasu no Shōnen de Hiroe Suga                              |
| 1993 | Venus City de Gorō Masaki                                     |
| 1994 | Owari naki Sakuteki de Kōshū Tani                             |
| 1995 | Kishin Heidan de Masaki Yamada                                |
| 1996 | Hikishio no Toki de Taku Mayumura                             |
| 1997 | Seikai no Monshou de Hiroyuki Morioka                         |
| 1998 | Teki wa Kaizoku / A-kyū no Teki de Chōhei Kanbayashi          |
| 1999 | Suisei Gari de Yūichi Sasamoto                                |
| 2000 | Good luck, Sentou Yousei Yukikaze de Chōhei Kanbayashi        |
| 2001 | Eien no Mori, Hakubutsukan Wakusei de Hiroe Suga              |
| 2002 | Fuwa-fuwa no Izumi de Hōsuke Nojiri                           |
| 2003 | Usurper of the Sun de Hōsuke Nojiri                           |
| 2004 | Dai-Roku Tairiku de Issui Ogawa                               |
| 2005 | ARIEL de Yūichi Sasamoto                                      |
| 2006 | Summer/Time/Traveler de Kazuma Shinjō                         |
| 2007 | Nihon chinbotsu Dai 2 Bu de Sakyo Komatsu and Kōshū Tani      |
| 2008 | Toshokan Sensō Series de Hiro Arikawa                         |
| 2009 | Harmony de Keikaku Itō                                        |
| 2010 | Guin Saga series de Kaoru Kurimoto                            |
| 2011 | Kyonen wa ii toshi ni narudarou de Hiroshi Yamamoto           |

### Cea mai bună povestire japoneză a anului
| An   | Câștigător                                                               |
| ---- | ------------------------------------------------------------------------ |
| 1970 | "Furu Neruson" de Yasutaka Tsutsui                                       |
| 1971 | "Vitamin" de Yasutaka Tsutsui                                            |
| 1972 | "Shirokabe no Moji wa Yūhi ni Haeru" de Yoshio Aramaki                   |
| 1973 | "Kesshō Seidan" de Sakyō Komatsu                                         |
| 1974 | "Nippon Igai Zenbu Chinbotsu" de Yasutaka Tsutsui                        |
| 1975 | "Kamigari" de Masaki Yamada                                              |
| 1976 | "Vomisa" de Sakyō Komatsu                                                |
| 1977 | "Metamorphoses Guntō" de Yasutaka Tsutsui                                |
| 1978 | "Gordian Knot" de Sakyō Komatsu                                          |
| 1979 | "Chikyū wa Plain yogurt" de Shinji Kajio                                 |
| 1980 | "The Dirty Pair's Great Adventures" de Haruka Takachiho                  |
| 1981 | "Green Requiem" de Motoko Arai                                           |
| 1982 | "Neptune" de Motoko Arai                                                 |
| 1983 | "Kotobazukaishi" de Chōhei Kanbayashi                                    |
| 1984 | "Super Phoenix" de Chōhei Kanbayashi                                     |
| 1985 | (Nu s-a acordat niciun premiu)                                           |
| 1986 | "Lemon Pie, Oyashiki Yokochō Zero Banchi" de Masahiro Noda               |
| 1987 | "Martian Railroad 19" de Kōshū Tani                                      |
| 1988 | "Yama no ue no Kōkyō-gaku" de Norio Nakai                                |
| 1989 | "Kurage no Hi" de Jin Kusakami                                           |
| 1990 | "Aqua Planet" de Mariko Ōhara                                            |
| 1991 | "Jōdan no Tsuki wo Kurau Inoshishi" Baku Yumemakura                      |
| 1992 | "Kyōryū Laurentiis no Genshi" de Shinji Kajio                            |
| 1993 | "Sobakasu no Figure" de Hiroe Suga                                       |
| 1994 | "Kuruguru Tsukai" de Kenji Ōtsuki                                        |
| 1995 | "Nonoko no Fukushū Jigujigu" de Kenji Ōtsuki                             |
| 1996 | "Hitonatsu no Keikenchi" de Kō Hiura                                     |
| 1997 | "Diet no Hōteishiki" de Jin Kusakami                                     |
| 1998 | "Independence Day in Ōsaka (Ai wa Nakutomo Shihonshugi)" de Mariko Ōhara |
| 1999 | "Yoake no Terrorist" de Hiroyuki Morioka                                 |
| 2000 | "Taiyō no Sandatsusha" de Hōsuke Nojiri                                  |
| 2001 | "Ashibiki Daydream" de Shinji Kajio                                      |
| 2002 | "Ginga Teikoku no Kōbō mo Fude no Ayamari" de Hirofumi Tanaka            |
| 2003 | "Ore wa Misairu" de Mizuhito Akiyama                                     |
| 2004 | "Yomibito shirazu" de Shinji Kajio                                       |
| 2005 | "Katadorareta Chikara" de Hirotaka Tobi                                  |
| 2006 | "Tadayotta Otoko" de Issui Ogawa                                         |
| 2007 | "A Furoshiki and Spider’s Thread" de Hōsuke Nojiri                       |
| 2008 | "Chinmoku no Flyby" de Hōsuke Nojiri                                     |
| 2009 | "Nankyokuten no Pia Pia dōga" de Hōsuke Nojiri                           |
| 2010 | "Jisei no yume" de Hirotaka Tobi                                         |
| 2011 | "Arisuma ō no aishita mamono" de Issui Ogawa                             |

### Cea mai bună traducere lungă a anului
| An   | Câștigător                                          |
| ---- | --------------------------------------------------- |
| 1970 | The Crystal World de J. G. Ballard                  |
| 1971 | The Andromeda Strain de Michael Crichton            |
| 1972 | Nightwings de Robert Silverberg                     |
| 1973 | The Sirens of Titan de Kurt Vonnegut, Jr.           |
| 1974 | Dune de Frank Herbert                               |
| 1975 | Up the Line de Robert Silverberg                    |
| 1976 | ...And Call Me Conrad de Roger Zelazny              |
| 1977 | The Dragon Masters de Jack Vance                    |
| 1978 | I Will Fear No Evil de Robert A. Heinlein           |
| 1979 | Ringworld de Larry Niven                            |
| 1980 | Rendezvous with Rama de Arthur C. Clarke            |
| 1981 | Inherit the Stars de James P. Hogan                 |
| 1982 | The Genesis Machine de James P. Hogan               |
| 1983 | Dragon's Egg de Robert L. Forward                   |
| 1984 | The Garments of Caean de Barrington J. Bayley       |
| 1985 | The Zen Gun de Barrington J. Bayley                 |
| 1986 | Elric saga de Michael Moorcock                      |
| 1987 | Neuromancer de William Gibson                       |
| 1988 | Norstrilia de Cordwainer Smith                      |
| 1989 | Footfall de Larry Niven și Jerry Pournelle          |
| 1990 | Collision with Chronos de Barrington J. Bayley      |
| 1991 | The Uplift War de David Brin                        |
| 1992 | The McAndrew Chronicles de Charles Sheffield        |
| 1993 | Tau Zero de Poul Anderson                           |
| 1994 | Entoverse de James P. Hogan                         |
| 1996 | The Fall of Hyperion de Dan Simmons                 |
| 1996 | Timelike Infinity de Stephen Baxter                 |
| 1997 | End of an Era de Robert J. Sawyer                   |
| 1998 | Fallen Angels de Larry Niven & Jerry Pournelle      |
| 1999 | The Time Ships de Stephen Baxter                    |
| 1999 | Red Mars de Kim Stanley Robinson                    |
| 2000 | Kirinyaga de Mike Resnick                           |
| 2001 | Frameshift de Robert J. Sawyer                      |
| 2002 | There and Back Again de Pat Murphy                  |
| 2003 | Illegal Alien de Robert J. Sawyer                   |
| 2004 | Heaven's Reach de David Brin                        |
| 2005 | Distress de Greg Egan                               |
| 2006 | Diaspora de Greg Egan                               |
| 2007 | Mortal Engines de Phillip Reeve                     |
| 2008 | Brightness Falls from the Air de James Tiptree, Jr. |
| 2009 | Spin de Robert Charles Wilson                       |
| 2010 | The Last Colony de John Scalzi                      |
| 2011 | Eifelheim de Michael Flynn                          |
| 2012 | The Windup Girl de Paolo Bacigalupi                 |
| 2013 | The Android's Dream de John Scalzi                  |
| 2014 | Blindsight de Peter Watts                           |
| 2015 | The Martian de Andy Weir                            |
| 2016 | Ancillary Justice de Ann Leckie                     |
| 2017 | United States of Japan de Peter Tieryas             |
| 2018 | Sleeping Giants de Sylvain Neuvel                   |
| 2019 | Mecha Samurai Empire de Peter Tieryas               |
| 2020 | The Three-Body Problem de Cixin Liu                 |

### Cea mai bună povestire străină a anului
| An   | Câștigător                                                       |
| ---- | ---------------------------------------------------------------- |
| 1970 | "The Squirrel Cage" de Thomas M. Disch                           |
| 1971 | "The Poems" de Ray Bradbury                                      |
| 1972 | "The Blue Bottle" de Ray Bradbury                                |
| 1973 | "The Black Ferris" de Ray Bradbury                               |
| 1974 | "A Meeting with Medusa" de Arthur C. Clarke                      |
| 1975 | "Eurema's Dam" de R. A. Lafferty                                 |
| 1976 | "Wet Paint" de A. Bertram Chandler                               |
| 1977 | "Rozprawa" de Stanisław Lem                                      |
| 1978 | (Nu s-a acordat niciun premiu)                                   |
| 1979 | "All The Myriad Ways" de Larry Niven                             |
| 1980 | (Nu s-a acordat niciun premiu)                                   |
| 1981 | "A Relic of the Empire" de Larry Niven                           |
| 1982 | "The Brave Little Toaster" de Thomas M. Disch                    |
| 1983 | "Nightflyers" de George R. R. Martin                             |
| 1984 | "Unicorn Variation" de Roger Zelazny                             |
| 1985 | (Nu s-a acordat niciun premiu)                                   |
| 1986 | (Nu s-a acordat niciun premiu)                                   |
| 1987 | "Press Enter■" de John Varley                                    |
| 1988 | "The Only Neat Thing To Do" de James Tiptree, Jr.                |
| 1989 | "Eye for Eye" de Orson Scott Card                                |
| 1990 | "Think Blue, Count Two" de Cordwainer Smith                      |
| 1991 | "Schrödinger's Kitten" de George Alec Effinger                   |
| 1992 | "Tango Charlie and Foxtrot Romeo" de John Varley                 |
| 1993 | "Groaning Hinges of the World" de R. A. Lafferty                 |
| 1994 | "Tangents" de Greg Bear                                          |
| 1995 | "The Planet Named Shayol" de Cordwainer Smith                    |
| 1996 | "Robot Visions" de Isaac Asimov                                  |
| 1997 | "Heads" de Greg Bear                                             |
| 1998 | "The Death of Captain Future" de Allen Steele                    |
| 1999 | "This Year's Class Picture" de Dan Simmons                       |
| 2000 | "Out of the Everywhere" de James Tiptree, Jr.                    |
| 2001 | "Oceanic" de Greg Egan                                           |
| 2002 | "Story of Your Life" de Ted Chiang                               |
| 2002 | "Reasons to be Cheerful" de Greg Egan                            |
| 2003 | "Luminous" de Greg Egan                                          |
| 2004 | "Hell is the Absence of God" de Ted Chiang                       |
| 2005 | "And Now the News..." de Theodore Sturgeon                       |
| 2006 | "The Human Front" de Ken MacLeod                                 |
| 2007 | "The Astronaut from Wyoming" de Adam-Troy Castro și Jerry Oltion |
| 2008 | "Weather" de Alastair Reynolds                                   |
| 2009 | "The Merchant and the Alchemist's Gate" de Ted Chiang            |
| 2010 | "Dark Integers" de Greg Egan                                     |
| 2011 | "Carry the Moon in My Pocket" de James Lovegrove                 |
| 2012 | "The Lifecycle of Software Objects" de Ted Chiang                |
| 2013 | "Pocketful of Dharma" de Paolo Bacigalupi                        |
| 2014 | "The Paper Menagerie" de Ken Liu                                 |
| 2015 | "The Girl-Thing Who Went Out for Sushi" de Pat Cadigan           |
| 2016 | "Good Hunting" de Ken Liu                                        |
| 2017 | "Backward, Turn Backward" de James Tiptree, Jr.                  |
| 2018 | "Folding Beijing" (北京折叠) de Hao Jingfang (郝景芳)            |
| 2019 | "The Circle" (円) de Liu Cixin (劉慈欣)                          |
| 2020 | "Uncanny Valley" de Greg Egan                                    |

### Cea mai bună producție media a anului
| An   | Câștigător                                                               |
| ---- | ------------------------------------------------------------------------ |
| 1970 | Serial TV The Prisoner                                                   |
| 1970 | Film Charly                                                              |
| 1971 | Serial TV UFO                                                            |
| 1972 | Film The Andromeda Strain                                                |
| 1973 | Film A Clockwork Orange                                                  |
| 1974 | Film Soylent Green                                                       |
| 1975 | Anime Uchū Senkan Yamato                                                 |
| 1976 | Piesa de teatru Star                                                     |
| 1977 | (Nu s-a acordat niciun premiu)                                           |
| 1978 | Film Solaris                                                             |
| 1979 | Film Star Wars                                                           |
| 1980 | Film Alien                                                               |
| 1981 | Film Star Wars/The Empire Strikes Back                                   |
| 1982 | (Nu s-a acordat niciun premiu)                                           |
| 1983 | Film Blade Runner                                                        |
| 1984 | Film The Dark Crystal                                                    |
| 1985 | Film Nausicaä of the Valley of the Wind                                  |
| 1986 | Film Back to the Future                                                  |
| 1987 | Film Brazil                                                              |
| 1988 | Film Royal Space Force: The Wings of Honneamise                          |
| 1989 | Film My Neighbor Totoro                                                  |
| 1990 | Anime Gunbuster                                                          |
| 1991 | TV Ginga Uchū Odyssey                                                    |
| 1992 | Film Terminator 2: Judgment Day                                          |
| 1993 | Anime Mama wa Shōgaku 4 Nensei                                           |
| 1994 | Film Jurassic Park                                                       |
| 1995 | Film Zeiram 2                                                            |
| 1996 | Film Gamera: Guardian of the Universe                                    |
| 1997 | Film Gamera 2: Attack of Legion                                          |
| 1998 | Tokusatsu Ultraman Tiga                                                  |
| 1999 | Film Martian Successor Nadesico: The Motion Picture – Prince of Darkness |
| 2000 | Anime Cowboy Bebop                                                       |
| 2001 | Video game Gunparade March                                               |
| 2002 | Tokusatsu Kamen Rider Kuuga                                              |
| 2003 | Anime Voices of a Distant Star                                           |
| 2004 | Film The Two Towers                                                      |
| 2005 | Anime Planetes                                                           |
| 2006 | Tokusatsu Tokusou Sentai Dekaranger                                      |
| 2007 | Film The Girl Who Leapt Through Time                                     |
| 2008 | Anime Dennō Coil                                                         |
| 2009 | Anime Macross Frontier                                                   |
| 2010 | Film Summer Wars                                                         |
| 2011 | Film District 9                                                          |

### Cea mai bună bandă desenată a anului
| An   | Câștigător                                                                                  |
| ---- | ------------------------------------------------------------------------------------------- |
| 1978 | Toward the Terra de Keiko Takemiya                                                          |
| 1979 | Fujōri Nikki de Hideo Azuma                                                                 |
| 1980 | Star Red de Moto Hagio                                                                      |
| 1982 | Kibun wa Mō Sensō de Katsuhiro Otomo                                                        |
| 1983 | Gin no Sankaku de Moto Hagio                                                                |
| 1984 | Dōmu de Katsuhiro Otomo                                                                     |
| 1985 | X + Y de Moto Hagio                                                                         |
| 1986 | Appleseed de Masamune Shirow                                                                |
| 1987 | Urusei Yatsura de Rumiko Takahashi                                                          |
| 1988 | Kyūkyoku Chōjin R de Masami Yūki                                                            |
| 1989 | Mermaid's Forest de Rumiko Takahashi                                                        |
| 1990 | So What? de Megumi Wakatsuki                                                                |
| 1991 | Uchū Daizakka de Eiji Yokoyama                                                              |
| 1992 | Yamataika de Yukinobu Hoshino                                                               |
| 1993 | OZ de Natsumi Itsuki                                                                        |
| 1994 | DAI-HONYA de Miki Tori                                                                      |
| 1994 | Grant Leauvas Monogatari de Kyōko Shitō                                                     |
| 1995 | Nausicaä of the Valley of the Wind de Hayao Miyazaki                                        |
| 1996 | Parasyte de Hitoshi Iwaaki                                                                  |
| 1997 | Ushio and Tora de Kazuhiro Fujita                                                           |
| 1998 | SF Taishō de Miki Tori                                                                      |
| 1999 | Runnahime Hourouki de Eiji Yokoyama                                                         |
| 2000 | Itihaasa de Wakako Mizuki                                                                   |
| 2001 | Cardcaptor Sakura de Clamp                                                                  |
| 2002 | Planetes de Makoto Yukimura                                                                 |
| 2003 | Chronoeyes de Yūichi Hasegawa                                                               |
| 2004 | From Far Away de Kyōko Hikawa                                                               |
| 2005 | Bremen II de Izumi Kawahara                                                                 |
| 2006 | Onmyoji de Reiko Okano                                                                      |
| 2007 | Yokohama Kaidashi Kikō de Hitoshi Ashinano                                                  |
| 2008 | 20th Century Boys de Naoki Urasawa                                                          |
| 2009 | Trigun Maximum de Yasuhiro Nightow                                                          |
| 2010 | Pluto de Naoki Urasawa, Osamu Tezuka, Takashi Nagasaki, Makoto Tezuka și Tezuka Productions |
| 2011 | Fullmetal Alchemist de Hiromu Arakawa                                                       |

### Cel mai bun artist al anului

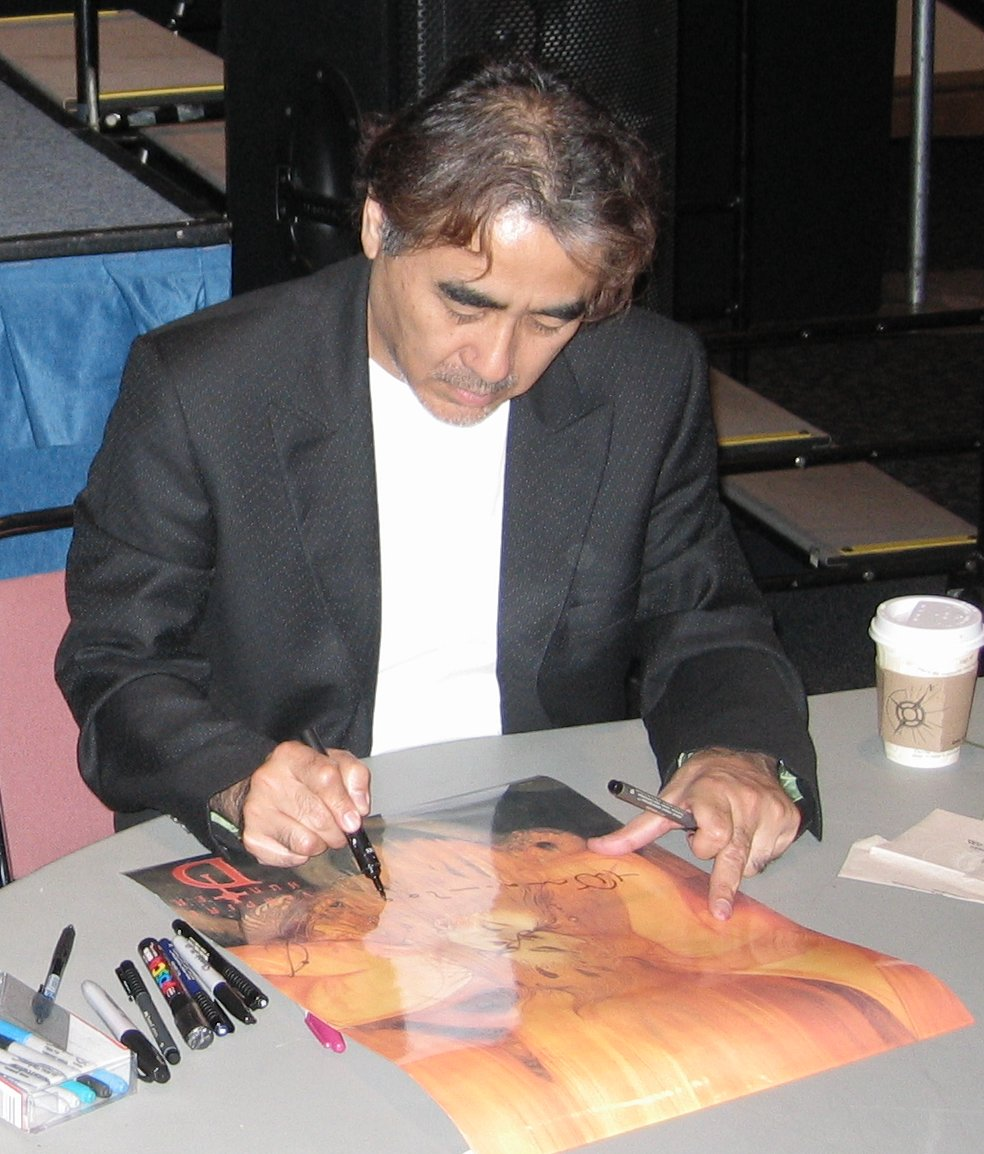
Yoshitaka Amano în 2006

| An          | Câștigător                    |
| ----------- | ----------------------------- |
| 1979        | Naoyuki Kato                  |
| 1980        | Noriyoshi Ourai               |
| 1981        | Yoshikazu Yasuhiko            |
| 1982        | Shusei Nagaoka                |
| 1983 - 1986 | Yoshitaka Amano               |
| 1987        | Michiaki Satou                |
| 1988        | Jun Suemi                     |
| 1989        | Hiroyuki Kato & Keisuke Gotou |
| 1990        | Katsumi Michihara             |
| 1991        | Eiji Yokoyama                 |
| 1992        | Masamune Shirow               |
| 1993        | Keinojō Mizutama              |
| 1994        | Hitoshi Yoneda                |
| 1995        | Keinojō Mizutama              |
| 1996        | Akihiro Yamada                |
| 1997        | Yuji Kaida                    |
| 1998        | Shigeru Mizuki                |
| 1999        | Takami Akai                   |
| 2000        | Kenji Tsuruta                 |
| 2001        | Kenji Tsuruta                 |
| 2002        | Katsuya Terada                |
| 2003        | Makoto Shinkai                |
| 2004        | Daisuke Nishijima             |
| 2005        | Makoto Shinkai                |
| 2006        | Range Murata                  |
| 2007        | Yoshitaka Amano               |
| 2008        | Naoyuki Kato                  |
| 2009        | Naoyuki Kato                  |
| 2010        | Naoyuki Kato                  |
| 2011        | Naoyuki Kato                  |

### Cea mai bună non-ficțiune a anului

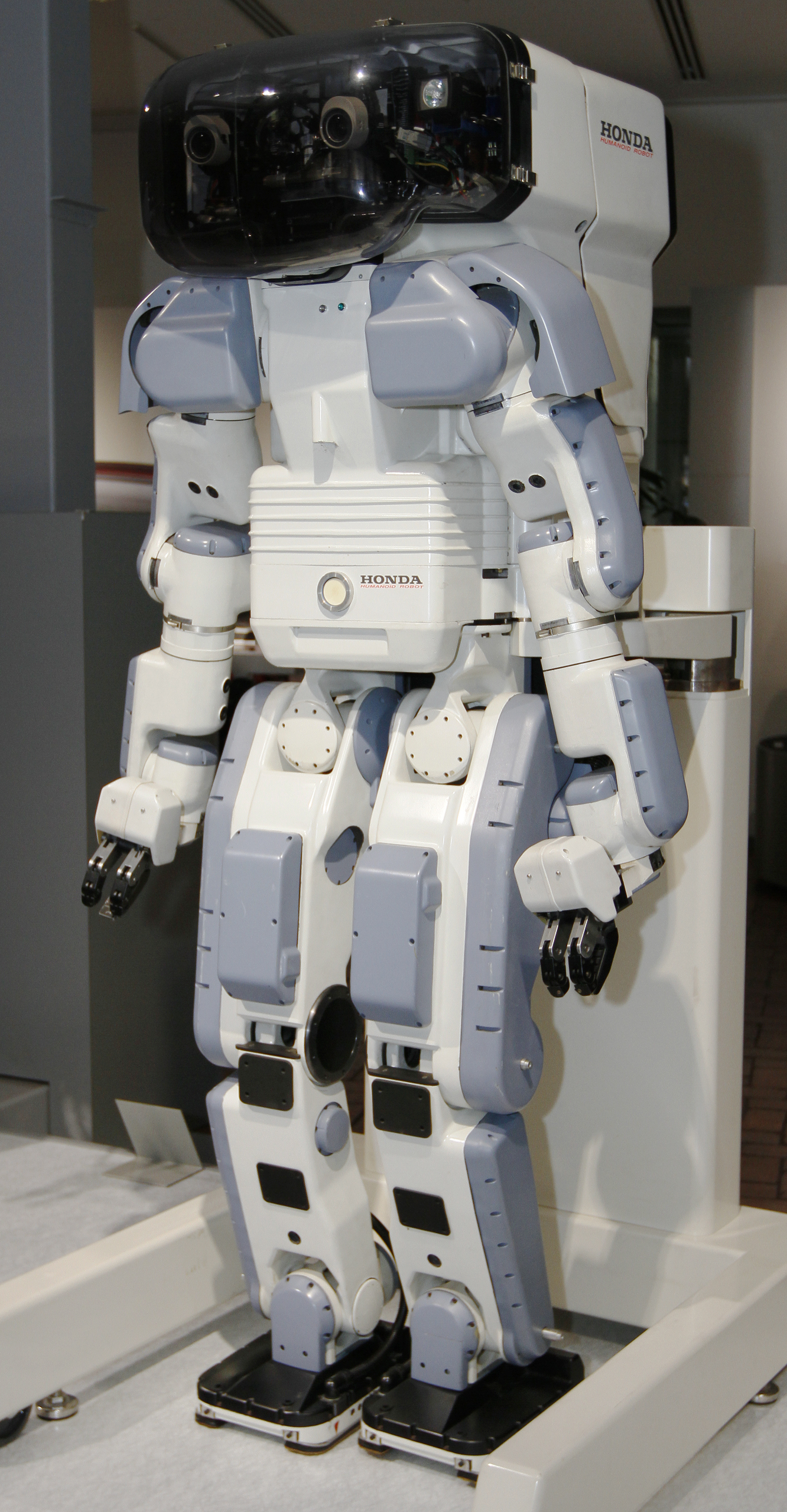
Robot Honda P2

| An   | Câștigător                                                                                            |
| ---- | --- |
| 1985 | Kōseiki no sekai de Fujio Ishihara                                                                    |
| 1986 | Tokusatsu Hero Retsuden de Noriaki Ikeda                                                              |
| 1987 | Ishihara Hakase no SF Kenkyūshitsu de Fujio Ishihara                                                  |
| 1988 | Wizardry nikki de Tetsu Yano                                                                          |
| 1989 | Space Opera no kakikata de Masahiro Noda                                                              |
| 1990 | Future Magic de Robert L. Forward                                                                     |
| 1991 | SF Handbook, edited by Hayakawa Shobō Editorial Office                                                |
| 1992 | TV Series "Denshi Rikkoku Nippon no Jijoden" de NHK                                                   |
| 1993 | The Minds of Billy Milligan de Daniel Keyes                                                           |
| 1994 | Yasashii Uchū Kaihatsu Nyūmon de Masahiro Noda                                                        |
| 1995 | Itoshino Wonderland de Masahiro Noda                                                                  |
| 1996 | Tondemo-bon no sekai, edited by Togakkai                                                              |
| 1997 | Tondemo-bon no gyakushū, edited by Togakkai                                                           |
| 1998 | Robotul umanoid P2 realizat de Honda                                                                  |
| 1999 | Uchū o Kūsō shitekita Hitobito de Masahiro Noda                                                       |
| 2000 | AIBO realizat de Sony                                                                                 |
| 2001 | Motto sugoi kagaku de mamorimasu! de Yūichi Hasegawa                                                  |
| 2002 | NHK Shōnen Drama Series no Subete by Hisaaki Masuyama                                                 |
| 2003 | Passport to the Universe de Yuichi Sasamoto                                                           |
| 2004 | Passport to the Universe 2 de Yuichi Sasamoto                                                         |
| 2005 | Maeda Kensetsu Fantasy Eigyobu de Maeda Corporation                                                   |
| 2006 | Disappearance Diary de Hideo Azuma                                                                    |
| 2007 | Passport to the Universe 3 de Yuichi Sasamoto                                                         |
| 2008 | Hoshi Shinichi: 1001 Wa o Tsukutta Hito de Hazuki Saishō                                              |
| 2009 | Sekai no SF ga yattekita! Nippon con file 2007 edited de Science Fiction and Fantasy Writers of Japan |
| 2010 | Nihon SF Seishinshi de Yasuo Nagayama                                                                 |
| 2011 | Sa wa saiensu no sa de Tsukasa Shikano                                                                |

### Categorie liberă
| An   | Câștigător |
| ---- | --- |
| 2002 | H-IIA Rocket Test Flight 1, de Japan Aerospace Exploration Agency                                                               |
| 2003 | Humanoid Robot HRP-2 Promet, de Yutaka Izubuchi and Kawada Industries                                                           |
| 2004 | Royal Science Museum Series 1, de Toshio Okada                                                                                  |
| 2005 | Japan Pavilion of the 9th Venice Biennale of Architecture, de Japan Foundation, Kaichirō Morikawa, and participating artists    |
| 2006 | Landing on the asteroid Itokawa by the asteroid sample return mission MUSES-C "Hayabusa", de Japan Aerospace Exploration Agency |
| 2007 | M-V Rocket, de Japan Aerospace Exploration Agency                                                                               |
| 2008 | Hatsune Miku, de Crypton Future Media Co.                                                                                       |
| 2009 | (Nu s-a acordat niciun premiu)                                                                                                  |
| 2010 | Gundam 30th Anniversary Project Real G the Statue of Gundam de Sunrise Inc. and Nomura Co., Ltd.                                |
| 2011 | Returning of Hayabusa Probe (20th Science Satellite MUSES-C) to Earth, de Japan Aerospace Exploration Agency                    |

### Premiu Special
| An   | Câștigător                                |
| ---- | ----------------------------------------- |
| 1982 | Uchūjin as Japanese Oldest Sci-fi Fanzine |
| 1989 | Osamu Tezuka                              |
| 2005 | Tetsu Yano                                |
| 2007 | Yoshihiro Yonezawa                        |
| 2008 | Kōichirō Noda (Masahiro Noda)             |
| 2010 | Takumi Shibano                            |
| 2011 | Sakyo Komatsu                             |